# Calathea atropurpurea
Calathea atropurpurea là một loài thực vật có hoa trong họ Marantaceae. Loài này được Matuda mô tả khoa học đầu tiên năm 1957.